# Andreas von Seggern
Andreas von Seggern (* 1967 in Oldenburg) ist ein deutscher Historiker.

## Leben
Von Seggern studierte Neuere Geschichte, Politikwissenschaft und Wirtschaftspolitik an den Universitäten Münster und Perugia und wurde 1997 mit der Dissertation Großstadt wider Willen. Zur Geschichte der Aufnahme und Integration von Flüchtlingen und Vertriebenen in der Stadt Oldenburg nach 1944 zum Dr. phil. promoviert. Ein Volontariat absolvierte er im Haus der Geschichte der Bundesrepublik Deutschland in Bonn. Von 2001 bis 2012 war er Leiter der Museumspädagogik der Sammlungen und des Ausstellungs- und Veranstaltungsmanagements der Otto-von-Bismarck-Stiftung in Friedrichsruh. Seit 2012 war er Leiter des Stadtmuseums Oldenburg. Zum 1. Juli 2019 wechselt er nach Jever als Leiter des Getreuen- und Bismarckmuseums und stellvertretender Leiter des Schlossmuseums.
Von Seggern publiziert u. a. zur deutschen Geschichte, Regionalgeschichte und Kulturgeschichte des Sports.

## Schriften (Auswahl)
- Großstadt wider Willen. Zur Geschichte der Aufnahme und Integration von Flüchtlingen und Vertriebenen in der Stadt Oldenburg nach 1944 (= Fremde Nähe. Bd. 8). Lit, Münster 1997, ISBN 3-8258-3553-7.
- Ins Abseits dichten? Fußball literarisch (= Göttinger Sudelblätter). Wallstein, Göttingen 2006, ISBN 978-3-8353-0034-7.
- mit Michael Epkenhans: Leben im Kaiserreich. Deutschland um 1900. Theiss, Stuttgart 2007, ISBN 978-3-8062-2030-8.
- Alles Mythos! – 20 populäre Irrtümer über die BRD und die DDR. Theiss, Stuttgart 2013, ISBN 978-3-8062-2765-9.
- mit Michael Epkenhans, Ulrich Lappenküper: Otto von Bismarck. Aufbruch in die Moderne. Bucher, München 2015, ISBN 978-3-7658-1962-9.
- mit Dirk Meyer und Hans Sauer: Julius Preller. Der Fabrikant als Maler, Isensee Verlag, Oldenburg 2022, ISBN 978-3-7308-1949-4.